# Singolaritanismo
Il singolaritanismo o singolaritanesimo (singularitarianism in inglese) è una filosofia morale basata sul credo che la singolarità tecnologica sia possibile e i singolaritanisti sostengono un'azione deliberata ad influenzarne e assicurarne la realizzazione.
Mentre alcuni futurologi e transumanisti meditano sulla possibilità e sulla natura di questa supposta singolarità (spesso chiamata "la singolarità"), un singolaritiano crede che essa sia non solo possibile, ma che possa anche essere guidata, ed agisce nei modi che crede contribuiranno ad accelerarne la sicurezza e l'arrivo.
Nel suo saggio Singularitarian Principles, Eliezer Yudkowsky scrive che ci sono quattro qualità che definiscono un singolaritiano:
1. Un singolaritiano crede che la singolarità sia possibile e desiderabile.
2. Un singolaritiano "lavora" realmente per far avvenire la singolarità.
3. Un singolaritiano vede la singolarità come un processo completamente secolare e non mistico — non come il culmine di ogni genere di profezia religiosa o di destino.
4. Un singolaritiano crede che della singolarità dovrebbe beneficiare il mondo intero e che essa non dovrebbe andare a beneficio di un singolo gruppo o individuo.

Molti credono che una singolarità tecnologica sia possibile senza adottare il singolaritanismo come filosofia morale.
Sebbene il numero esatto sia difficile da valutare, il singolaritanismo attualmente è un piccolo movimento.

## Storia
Nel 1993, il matematico, scienziato informatico e autore di fantascienza Vernor Vinge ipotizzò che il momento della singolarità potrebbe arrivare allorquando i computer eguaglieranno o supereranno l'intelligenza umana (intelligenza artificiale forte) e usò il termine "singolarità" per descrivere questo momento. Egli suggerì che la singolarità può presentare un rischio per l'esistenza dell'umanità. Alcuni scienziati informatici e giornalisti del settore successivamente sostennero la singolarità credendola possibile e iniziarono ad usare il termine nei loro saggi.
Il singolaritanesimo cominciò a divenire un'ideologia coerente nel 2000, quando il ricercatore nel campo dell'intelligenza artificiale Eliezer Yudkowsky scrisse The Singularitarian Principles, in cui affermava che un "singolaritano" crede che la singolarità  sia un evento non mistico, possibile e benefico per l'umanità che i singolaritani favoriscono. Yudkowsky descrisse l'utopismo tecnologico nel cuore del singolaritanesimo come una promettente "apoteosi".
Nel giugno del 2000 Yudkowsky, con il supporto degli imprenditori della Rete Brian Atkins e Sabine Atkins, fondò il Singularity Institute for Artificial Intelligence  (SIAI) per lavorare alla creazione di un'intelligenza artificiale amichevole (friendly artificial intelligence) che potesse auto-migliorarsi. Secondo alcune pubblicazioni dell'Istituto un'intelligenza artificiale con la possibilità di migliorare la sua struttura (Seed AI) dovrebbe portare rapidamente alla superintelligenza. I singolaritani credono che raggiungere la singolarità in modo rapido e sicuro è il miglior modo possibile per ridurre al minimo il rischio esistenziale.
L'inventore e futurista Ray Kurzweil, che predice che la singolarità avverrà nel 2045, ha notevolmente contribuito a rendere popolare il singolaritanismo con il suo libro del 2005 La singolarità è vicina.
Con il sostegno della NASA, di Google e di una vasta gamma di futurologi e tecnocapitalisti, la Singularity University aprì nel giugno del 2009 presso il NASA Research Park nella Silicon Valley con l'obiettivo di preparare la prossima generazione di leader ad affrontare le sfide del cambiamento accelerato.
Nel luglio del 2009, molti prominenti singolaritani parteciparono a una conferenza organizzata dalla Association for the Advancement of Artificial Intelligence (AAAI) per discutere del potenziale impatto dei robot e dei computer e dell'impatto dell'ipotetica possibilità che possano diventare autosufficienti e in grado di prendere le proprie decisioni. Discussero della possibilità e della misura in cui i computer e i robot potrebbero essere in grado di acquisire qualsiasi livello di autonomia, e in che misura potrebbero usare tali abilità per rappresentare un'eventuale minaccia o pericolo (rivolta cibernetica). Rilevarono che alcune macchine hanno già acquisito diverse forme di semi-autonomia, tra cui quella di essere in grado di trovare fonti di energia in proprio e di essere in grado di scegliere autonomamente obiettivi da attaccare con le armi. Gli esperti misero in guardia riguardo ad alcuni virus che possono eludere l'eliminazione e che hanno già raggiunto "l'intelligenza di uno scarafaggio". Affermarono che la consapevolezza di sé come illustrata nella fantascienza è forse improbabile, ma che ci sono altri potenziali pericoli e insidie. Alcuni esperti e studiosi hanno messo in dubbio l'utilizzo di robot per il combattimento militare, soprattutto quando i robot hanno diverse funzioni autonome. Il presidente della AAAI ha commissionato uno studio riguardo a questo problema.

## Controversie
Alcuni critici sostengono che il singolaritanismo è uno dei tanti nuovi movimenti religiosi che promettono la salvezza in una futura utopia tecnologica. Il giornalista scientifico John Horgan ha scritto:
Pur riconoscendo che ci sono alcune somiglianze tra la singolarità e il "rapimento" (cioè, il millenarismo, la trascendenza), i singolaritani controbattono che le differenze sono cruciali (ad esempio, il razionalismo, il naturalismo, nessuna ritorsione contro i non-credenti, il non antropomorfismo, il credo basato sulle evidenze).
L'accademico STS David Correia sostiene che il movimento singolaritanista è incoraggiato e sponsorizzato da una rete di interessi militari e aziendali alla ricerca di tecnologie per il potenziamento umano che servono a rafforzare le disuguaglianze sociali perché la singolarità offre le condizioni di rapporti sociali capitalistici permanenti e la bioingegneria dei valori borghesi. Correia conclude che il singolaritanismo e il più ampio movimento transumanista sono antiquate eugenetiche con una migliore tecnologia; anche in futuro questo concetto sarà a sua volta limitato e antiquato sembra un paradosso no che si lasciano passare come pragmatici postmodernismi.